# Andrew Vujisić
Pour les articles homonymes, voir Vujisić.
Andrew Vujisić, au siècle Zoran Vujisić, né le 30 janvier 1957 en Yougoslavie, est un prélat et théologien orthodoxe monténégrin, converti au catholicisme. 
Archimandrite de l'archidiocèse de Mexico, Andrew Vujisić quitte l'Église orthodoxe russe hors frontières pour rejoindre le Patriarcat œcuménique de Constantinople en 2008. Il y fonde la mission Saint-Spyridon de Porto-Rico et l'Institut orthodoxe Saint-Grégoire-de-Nazianze, dont il exerce la charge de recteur. En 2009, il est unanimement élu évêque de Tralles par le Saint-Synode, mais demande la suspension temporaire de sa consécration. Il est alors élevé au rang de vicaire épiscopal du secrétariat général des ministères pan-orthodoxes. 

## Biographie

### Formation
Appartenant au clan Moračani (en), il vit dans l'ancienne République de Yougoslavie jusqu'en 1969, date à laquelle il émigre avec sa famille en Allemagne de l'Ouest, où il vit pendant deux ans, avant de partir pour l'Australie. 
Il termine ses études secondaires dans le Grand Ouest de Sydney, puis part aux États-Unis, pour poursuivre ses études à la Thomas Edison State University (en) et au séminaire orthodoxe ukrainien de Sainte-Sophie, où il obtient sa licence en théologie sacrée. Il obtient dans le même temps une licence en médecine à l'Amridge University (en) ainsi qu'un droit d'exercer comme thérapeute de la National Credentialing Academy. Il obtient ensuite un Doctor of Ministry (en), grâce à sa thèse sur l'inclusion de modules religieux dans le suivi des malades mentaux, et complète sa formation par deux doctorats de recherche : l'un en linguistique, obtenu à l'Université Rhodes grâce à sa thèse sur la fossilisation de l'interlangue et l'autre, en patristique, obtenu à l'Université d'Afrique du Sud, grâce à sa thèse sur la « psychothérapie orthodoxe ». Il obtient enfin un doctorat en psychologie générale à la Northcentral University (en).

### Ministères
De 1982 à 1988, il exerce la charge de directeur du Centre de bienfaisance orthodoxe de St. Mary, à Sydney, en Australie. Il est ordonné diacre le 29 janvier 1988, puis prêtre le 15 février 1989. Il est alors nommé curé de la paroisse pan-orthodoxe de St. Mary par Gabriel Chemodakov (en). Il apporte par ailleurs son aide à la paroisse orthodoxe romaine de l'Annonciation et à la paroisse orthodoxe russe de Saint-Nicolas, toutes deux situées dans la région métropolitaine de Sydney. Il administre dans le même temps le programme de logement archidiocésain, qui fournit des logements à faible coût aux familles orthodoxes immigrées et défavorisées. Durant son ministère, son église est le lieu d'un phénomène jugé miraculeux : une icône du Christ crucifié se serait mise à suinter de la myrrhe de 1994 à 1995. 
En 1996, il s'établit dans les Caraïbes, où il fonde la mission orthodoxe de Saint-Spyridon, à San Juan, dans le Porto Rico. Le 13 décembre 1999, il est élevé au rang d'archimandrite par le métropolitain Athénagoras du Mexique et crée l'Institut théologique Saint-Basin d'Ostrog, qui devient l'Institut orthodoxe Saint-Grégoire-de-Nazianze. 
Bien qu'appartenant à l'Église orthodoxe russe, il sert jusqu'en décembre 2008 dans l'archidiocèse patriarcal œcuménique du Mexique. À cette date, le patriarche Hilarion lui permet d'intégrer officiellement le Patriarcat œcuménique de Constantinople.

### Élection épiscopale
Le 29 septembre 2009, il est élu évêque de Tralles par le Saint-Synode du Patriarcat œcuménique. Le patriarche Hilarion le félicite alors auprès de l'archevêque de Mexico : « Tout au long de ces années, l'évêque Andrew jouissait d'une réputation irréprochable en tant que modèle de vérité et de piété [...] Sa vie a été marquée par le sacrifice et le travail acharné ». 
Le 13 décembre suivant, après s'être entretenu avec le patriarche Bartholomée, à Constantinople, il demande contre toute attente que sa consécration soit temporairement reportée. Sa demande est acceptée. Deux semaines plus tard, sur insistance d'Athenagoras, il est toutefois élevé au rang de vicaire archiépiscopal du Secrétariat général pour les ministères pan-orthodoxes. En janvier 2010, c'est à ce titre qu'il fait entrer les 500 000 membres de l'« Église catholique orthodoxe du Guatemala » au sein de la communion orthodoxe.

### Ralliement à l'Église catholique
Le 10 juin 2017, il rejoint l'Église catholique lors d'une cérémonie célébrée par Mgr Roberto González Nieves (en), archevêque catholique latin de San Juan de Porto-Rico. Sa communauté pan-orthodoxe de Saint-Spyridon est reçue dans le même temps comme communauté grecque-catholique russe.

## Distinctions
- Médaille patriarcale de l'ordre de saint Ignace d'Antioche (1995), remise par le patriarche Ignace IV[1].